# Agabiformius orientalis
Agabiformius orientalis là một loài chân đều trong họ Porcellionidae. Loài này được Dollfus miêu tả khoa học năm 1905.